# Perspective Lénine (Moscou)
Pour les articles homonymes, voir Leninski prospekt.
La perspective Lénine ou Leninski prospekt (russe : Ле́нинский проспе́кт) est une des principales artères de la ville de Moscou.

## Situation et accès
L'avenue qui commence sous le nom de boulevard Iakimanka, prend le nom de perspective Lénine après le premier boulevard circulaire Krimski, à la hauteur de la station de métro Oktiabrskaïa.
Elle poursuit son parcours en ligne droite, sur près de 13 kilomètres, vers la grande ceinture périphérique (MKAD). 
La perspective traverse la place Youri Gagarine à la hauteur de la station de métro Leninski prospekt.
La largeur de son cours s'étire entre 108 mètres et 120 mètres de large.
La perspective Lénine aligne le long de son parcours de grands hôtels, des instituts culturels et scientifiques, tels que l'Académie des sciences de Russie, et des grands magasins.

## Origine du nom
Elle doit son nom à l'homme politique et révolutionnaire russe Lénine. Elle est baptisée en novembre 1957, lors du 40e anniversaire de la révolution d'Octobre. Les rues adjacentes portent des noms de membres de la famille Oulianov. C'est la seule rue qui subsiste à Moscou, avec l'avenue Andropov, qui porte le nom d'un dirigeant de l'Union soviétique.

## Bâtiments remarquables et lieux de mémoire
Le nom de la perspective Lénine est cité dans la chanson Alexis m'attend, de Philippe Lafontaine.

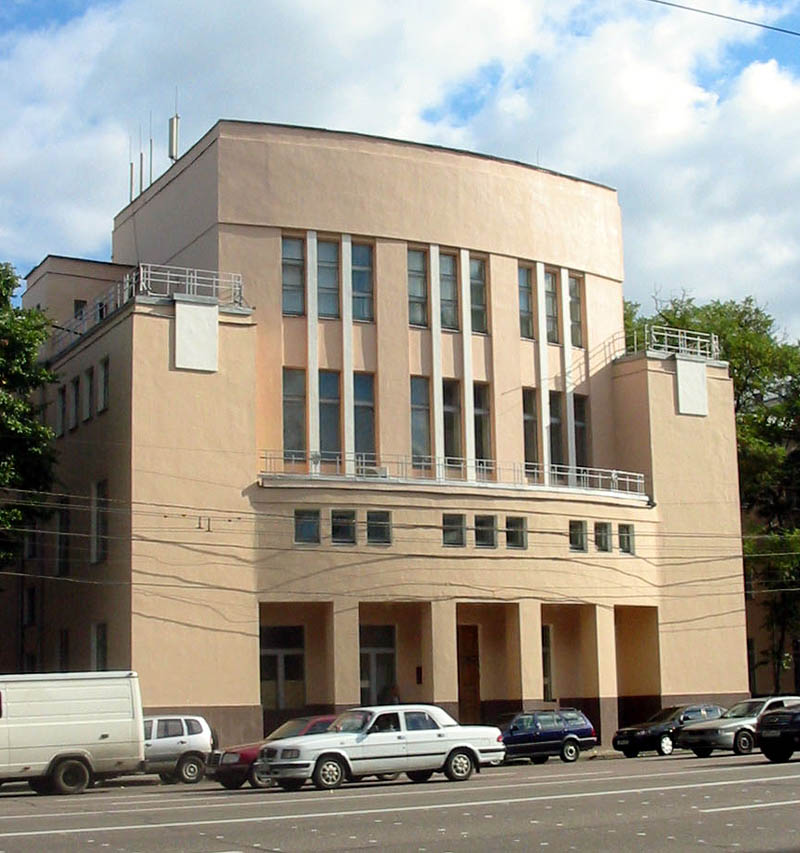
L'Institut médical de Moscou.
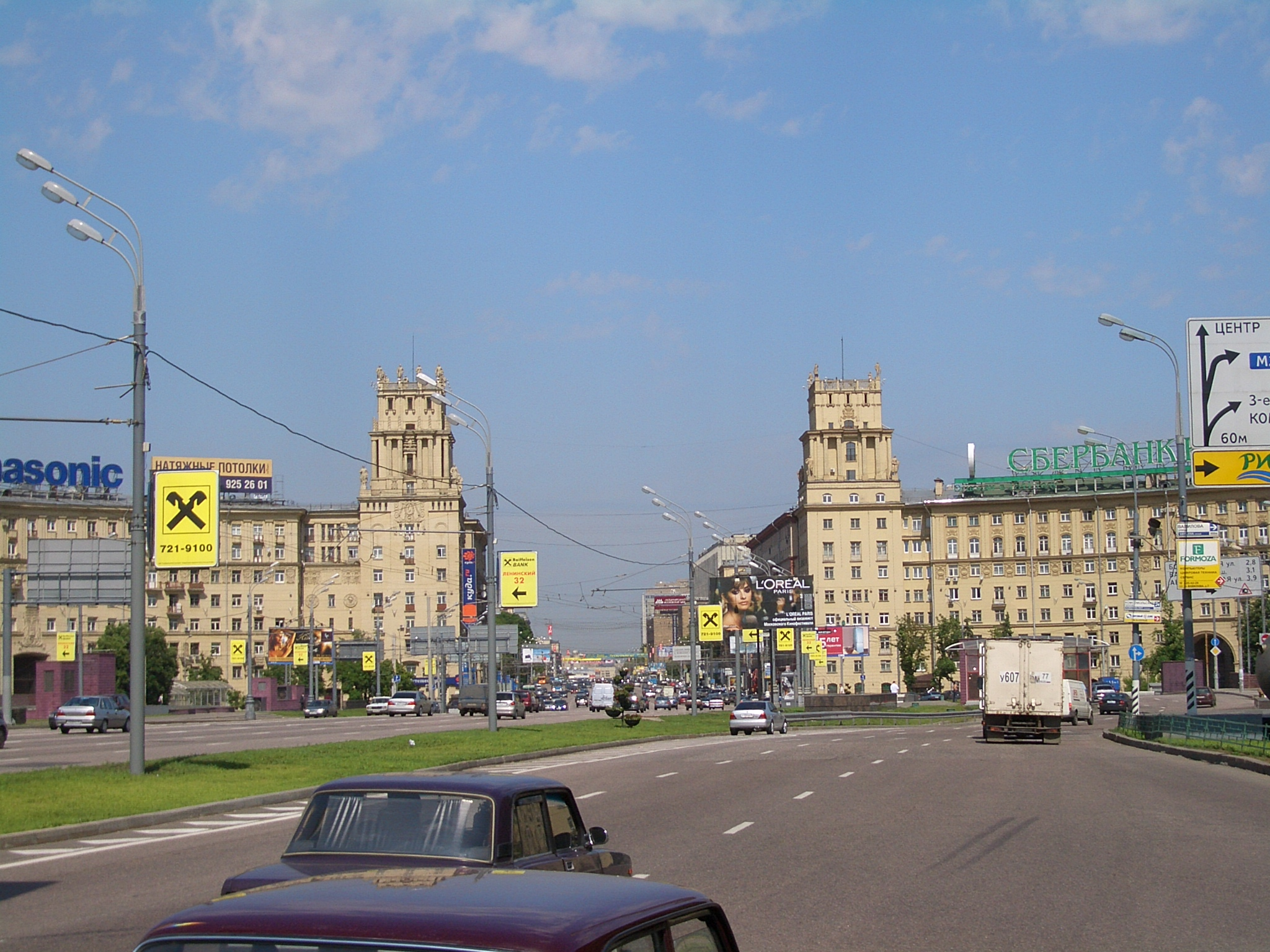
Place Youri Gagarine sur la perspective Lénine.
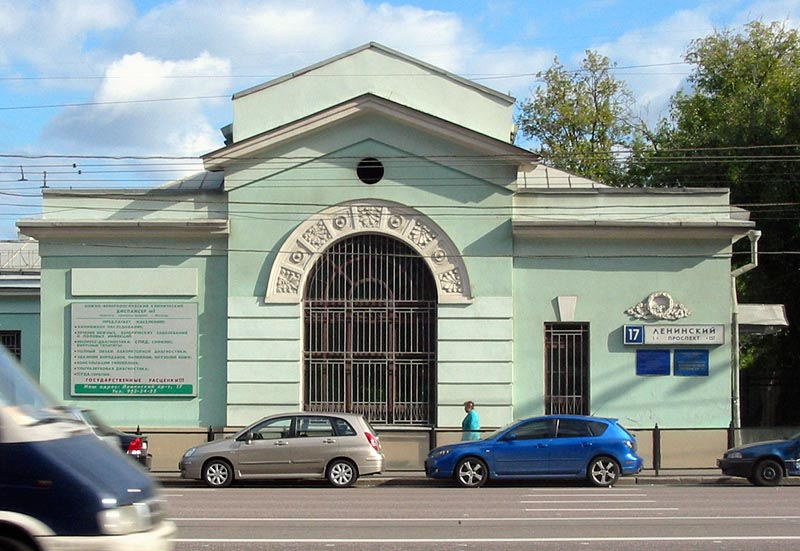
Style début XXe siècle pour cette école.
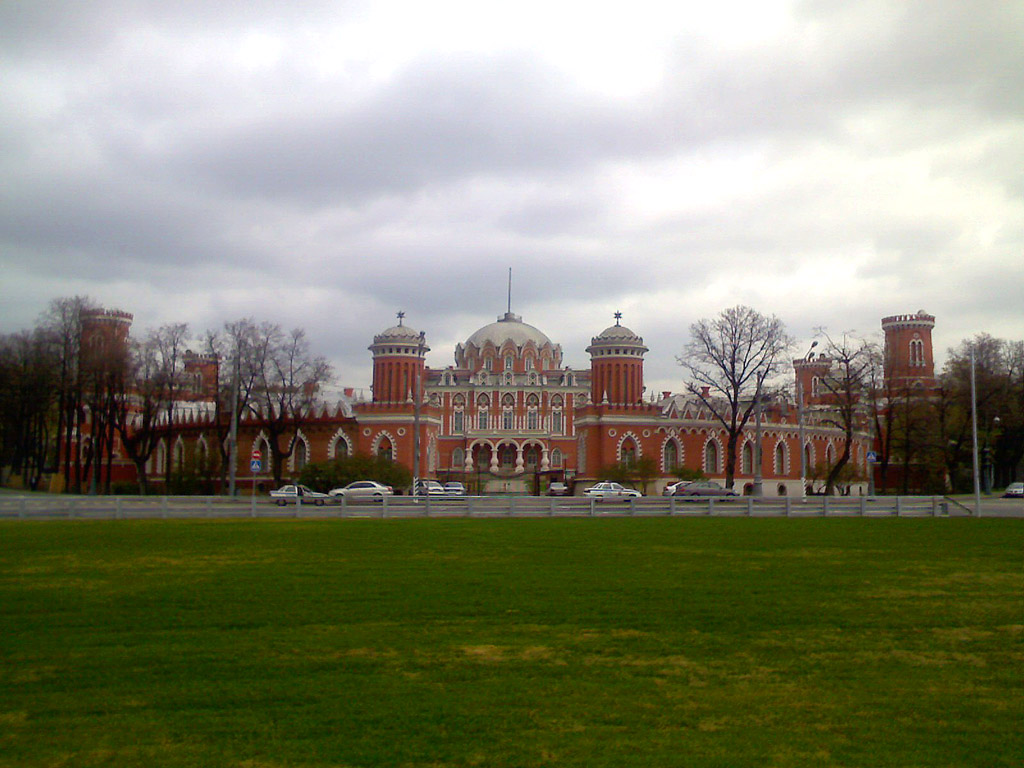
Palais Petrovski au bord de la perspective Lénine.
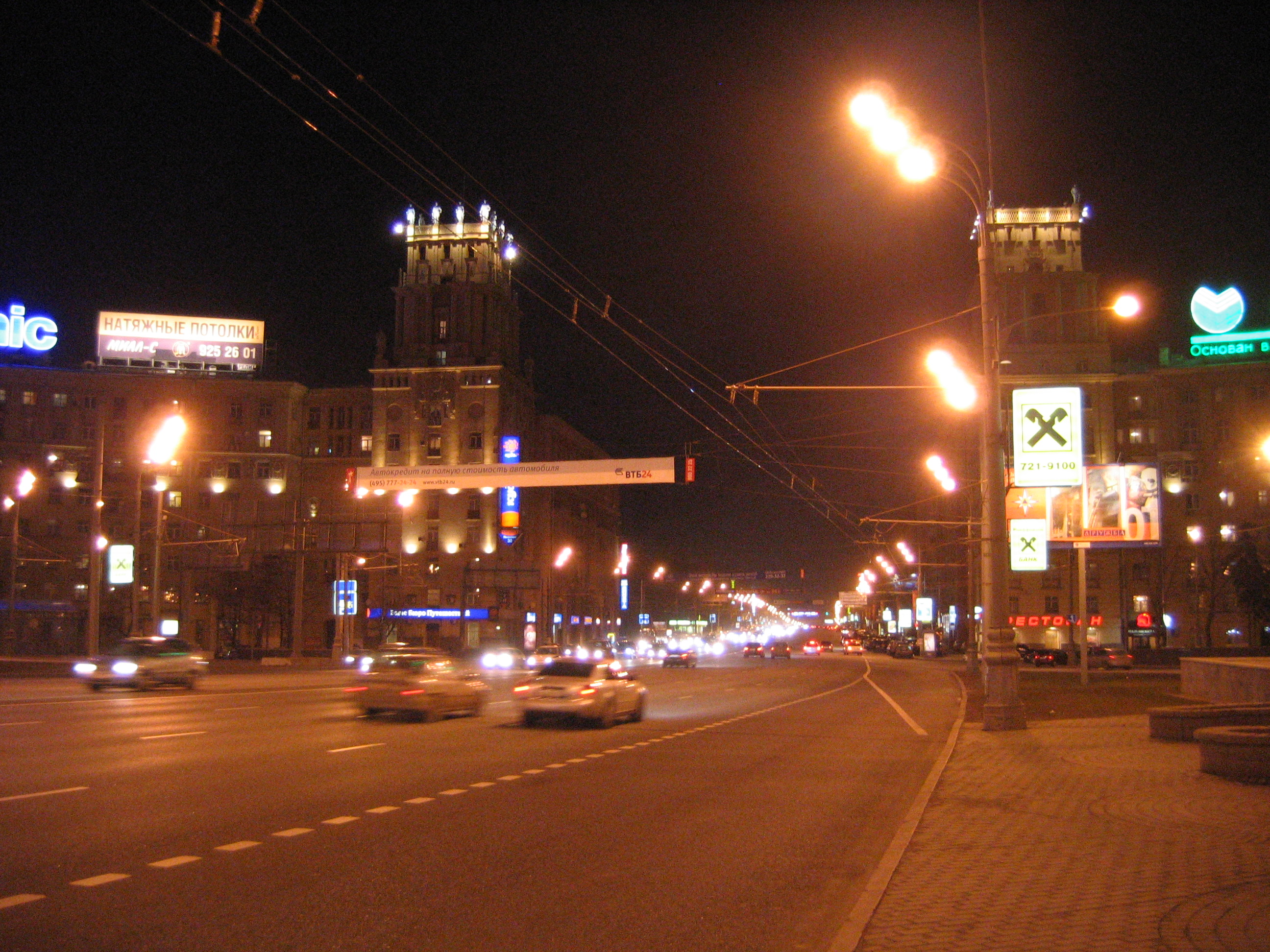
Vue de la perspective Lénine la nuit.